# Gambito de dama
|       |       |       |       |       |       |       |       |       |  |
|       | a8 rd | b8 nd | c8 bd | d8 qd | e8 kd | f8 bd | g8 nd | h8 rd |  |
| a7 pd | b7 pd | c7 pd | d7    | e7 pd | f7 pd | g7 pd | h7 pd |       |  |
| a6    | b6    | c6    | d6    | e6    | f6    | g6    | h6    |       |  |
| a5    | b5    | c5    | d5 pd | e5    | f5    | g5    | h5    |       |  |
| a4    | b4    | c4 pl | d4 pl | e4    | f4    | g4    | h4    |       |  |
| a3    | b3    | c3    | d3    | e3    | f3    | g3    | h3    |       |  |
| a2 pl | b2 pl | c2    | d2    | e2 pl | f2 pl | g2 pl | h2 pl |       |  |
| a1 rl | b1 nl | c1 bl | d1 ql | e1 kl | f1 bl | g1 nl | h1 rl |       |  |
|       |       |       |       |       |       |       |       |       |  |

El Gambito de Dama es una apertura en el ajedrez.

El gambito de dama es una apertura de ajedrez. Se caracteriza por los movimientos (en notación algebraica) siguientesː
1. d4 d5
2. c4

Es una de las aperturas más antiguas y todavía se juega comúnmente hoy en día. Tradicionalmente se describe como un gambito porque las blancas parecen sacrificar el peón-c; sin embargo, esto podría considerarse un término erróneo ya que las negras no pueden retener el peón sin incurrir en una desventaja.
En realidad, tras estos movimientos existen multitud de aperturas y variantes, pero históricamente se engloban bajo la denominación común de gambito de dama.
El gambito de dama (ECO D06-D69) es uno de los principales sistemas para jugar una apertura cerrada. Jugado desde los primeros tiempos del ajedrez moderno, aún se encuentra en la práctica magistral, campeonatos del mundo incluidos. A diferencia del gambito de rey, donde el negro puede obligar al blanco a jugar toda la partida con un peón de menos, el gambito de dama es un falso gambito, ya que el blanco puede recuperar el peón cuando quiera y, si el negro se empeña en conservar el peón de más, suele caer en posiciones perdidas y, en todo caso, inferiores.
Por su importancia estratégica, se estudiarán en artículo aparte: La defensa semieslava, la defensa Merano, la defensa Cambridge Springs, la defensa eslava, el sistema Alapín y el contragambito Albin.

## Historia
El gambito de dama es una de las aperturas más antiguas que se conocen en el ajedrez. Se menciona en el manuscrito de Göttingen de 1490 y posteriormente fue analizado por Gioachino Greco en el siglo XVII. En el siglo XVIII, fue recomendada por Philipp Stamma y a veces se le conoce como Gambito Aleppo en su honor, por haber nacido en esa ciudad, en Siria. Durante el primer periodo del ajedrez moderno, las aperturas de peón de dama no estaban de moda, y el gambito de dama no se hizo común hasta el torneo de Viena de 1873. A medida que Wilhelm Steinitz y Siegbert Tarrasch desarrollaron la teoría del ajedrez y aumentaron la apreciación del juego posicional, el Gambito de Dama se hizo más popular, alcanzando su apogeo en las décadas de 1920 y 1930, y se jugó en todas las partidas, excepto en 2 de las 34, del encuentro por el Campeonato Mundial de 1927 entre José Raúl Capablanca y Alexander Alekhine. Tras la reanudación de la actividad ajedrecística internacional después de la Segunda Guerra Mundial, se vio con menos frecuencia. Muchos jugadores se alejaron de las aperturas simétricas, tendiendo a utilizar la Defensa India para combatir las aperturas de peón dama; sin embargo, todavía se juega con frecuencia.

## Resumen
Con 2.c4, las blancas amenazan con cambiar un peón de ala (el peón c) por un peón central (el peón d de las negras) para dominar el centro con e2-e4. Tenga en cuenta que las negras no pueden mantener el peón, por ejemplo 1.d4 d5 2.c4 dxc4 3.e3 b5? (las negras intentan proteger su peón, pero deberían buscar el desarrollo con 3...Cf6 o 3...e5) 4.a4 c6? 5.axb5 cxb5? 6.Qf3! ganando una pieza.
El gambito de dama se divide en dos categorías principales basadas en la respuesta de las negras: el Gambito de Dama Aceptado (GAD) y el Gambito de Dama Rechazado (GDR). En el GAD, las negras juegan 2...dxc4, renunciando temporalmente al centro para obtener un desarrollo más accesible. En el GDR, las negras suelen jugar para mantener d5. A menudo las negras se verán acorraladas, pero el objetivo de las negras es intercambiar piezas y utilizar las rupturas de peones en c5 y e5 para liberar el juego de las negras.

## Variaciones
Técnicamente, cualquier respuesta negra que no sea 2...dxc4 (u otra línea con una temprana ...dxc4 que se transpone a la QGA) es un Gambito de Dama Declinado. Sin embargo, la Eslava, el Contragambito Albin y la Defensa Chigorin se tratan por separado. Hay tantas líneas de GGD después de 2...e6 que muchas son lo suficientemente distintivas como para justificar un tratamiento separado. La Defensa Ortodoxa y la Defensa Tarrasch son dos ejemplos importantes. (Ver Gambito de Dama Declinado para más información).
Después de 1.d4 d5 2.c4:
2...e6 (Gambito de Dama Declinado) ECO D30-D69. Esta es la línea principal, con muchas variantes.
2...dxc4 (Gambito de Dama Aceptado) D20-D29. Menos famoso que el Gambito de Dama Declinado, tiene una sólida reputación.
2...c6 (Defensa Eslava) D10-D19. Es una respuesta sólida, aunque muchas variantes son muy tácticas. Si las negras juegan tanto ...c6 como ...e6 (en cualquier orden), la apertura toma las características de la Eslava y la Defensa Ortodoxa y se clasifica como Defensa Semieslava.
2...e5 (Contragambito Albin) D08-D09, un agudo intento de las negras de ganar la iniciativa. No es común en el ajedrez de alto nivel, pero puede ser un arma peligrosa en el juego de club.
2...Cc6 (Defensa Chigorin) D07 La Defensa Chigorin aleja la partida de los cauces posicionales normales de la QGD y ha sido favorecida por Alexander Morozevich al máximo nivel; parece ser jugable para las negras.
2...¡Af5! (Defensa Báltica) D06 es una línea poco convencional pero jugable.
2...c5 (Defensa Simétrica) D06. Se juega raramente; aunque no se ha refutado, la jugada parece favorecer a las blancas.
¡2...Cf6?! (Defensa Marshall) D06, llamada así por Frank Marshall, quien ideó la jugada por primera vez, la jugó brevemente en la década de 1920 antes de abandonarla.
¡2...g6?! (Idea Alekhine) D06. ¡Las blancas pueden ganar ventaja con 3.cxd5 Qxd5 (3...Cf6 4.Qa4 +/-) 4.Cc3 Qa5 5.Cf3 Ag7 6.Ad2 c6 7.e4 Cb6 8.Cc4! Bxd4 9.Nxd4 Qxd4 10.Qb3 Qg7 11.0-0 +/- (Minev).
Si las blancas optan por fianchetar el alfil de rey, la partida se transforma en la Apertura Catalana.

## Gambito de dama aceptado
|       |       |       |       |       |       |       |       |       |  |
|       | a8 rd | b8 nd | c8 bd | d8 qd | e8 kd | f8 bd | g8 nd | h8 rd |  |
| a7 pd | b7 pd | c7 pd | d7    | e7 pd | f7 pd | g7 pd | h7 pd |       |  |
| a6    | b6    | c6    | d6    | e6    | f6    | g6    | h6    |       |  |
| a5    | b5    | c5    | d5    | e5    | f5    | g5    | h5    |       |  |
| a4    | b4    | c4 pd | d4 pl | e4    | f4    | g4    | h4    |       |  |
| a3    | b3    | c3    | d3    | e3    | f3    | g3    | h3    |       |  |
| a2 pl | b2 pl | c2    | d2    | e2 pl | f2 pl | g2 pl | h2 pl |       |  |
| a1 rl | b1 nl | c1 bl | d1 ql | e1 kl | f1 bl | g1 nl | h1 rl |       |  |
|       |       |       |       |       |       |       |       |       |  |

El gambito de dama aceptado es una de las principales formas de jugar el gambito de dama. Proporciona partidas dinámicas en las que las negras atacarán el flanco de la dama, aprovechando su mayoría de peones, y el blanco, el flanco de rey, aprovechando la clavada del caballo en f6. Aunque no es la línea principal, da muchas oportunidades a las negras.
1.d4 d5 2.c4 dxc4
1.d4 d5 2.c4 dxc4 3.Cf3
1.d4 d5 2.c4 dxc4 3.Cf3 Cf6
1.d4 d5 2.c4 dxc4 3.Cf3 Cf6 4.e3
1.d4 d5 2.c4 dxc4 3.Cf3 Cf6 4.e3 e6
1.d4 d5 2.c4 dxc4 3.Cf3 Cf6 4.e3 e6 5.Axc4 c5
1.d4 d5 2.c4 dxc4 3.Cf3 Cf6 4.e3 e6 5.Axc4 c5 6.0-0
1.d4 d5 2.c4 dxc4 3.Cf3 Cf6 4.e3 e6 5.Axc4 c5 6.0-0 a6
1.d4 d5 2.c4 dxc4 3.Cf3 Cf6 4.e3 e6 5.Axc4 c5 6.0-0 a6 7.a4
1.d4 d5 2.c4 dxc4 3.Cf3 Cf6 4.e3 e6 5.Axc4 c5 6.0-0 a6 7.e4
1.d4 d5 2.c4 dxc4 3.Cf3 Cf6 4.e3 e6 5.Axc4 c5 6.0-0 a6 7.De2
1.d4 d5 2.c4 dxc4 3.Cf3 Cf6 4.e3 e6 5.Axc4 c5 6.0-0 a6 7.De2 b5
1.d4 d5 2.c4 dxc4 3.Cf3 Cf6 4.e3 e6 5.Axc4 c5 6.0-0 a6 7.De2 b5 8.Ab3 Cc6 9.Td1 c4 10.Ac2 Cb4 11.Cc3 Cxc2 12.Dxc2 Ab7 13.d5
1.d4 d5 2.c4 dxc4 3.Cf3 Cf6 4.e3 e6 5.Axc4 c5 6.0-0 a6 7.De2 b5 8.Ab3 Ab7
1.d4 d5 2.c4 dxc4 3.Cf3 Cf6 4.e3 e6 5.Axc4 c5 6.0-0 a6 7.De2 b5 8.Ab3 Ab7 9.Td1 Cbd7 10.Cc3 Ad6
1.d4 d5 2.c4 dxc4 3.Cf3 Cf6 4.e3 e6 5.Axc4 c5 6.0-0 cxd4
1.d4 d5 2.c4 dxc4 3.Cf3 Cf6 4.e3 e6 5.Axc4 c5 6.De2 a6 7.dxc5 Axc5 8.0-0 Cc6 9.e4 b5 10.e5
1.d4 d5 2.c4 dxc4 3.Cf3 Cf6 4.e3 g6
1.d4 d5 2.c4 dxc4 3.Cf3 Cf6 4.e3 Ag4
1.d4 d5 2.c4 dxc4 3.Cf3 Cf6 4.e3 Ae6
1.d4 d5 2.c4 dxc4 3.Cf3 Cf6 4.Da4+
1.d4 d5 2.c4 dxc4 3.Cf3 Cf6 4.Cc3
1.d4 d5 2.c4 dxc4 3.Cf3 Cf6 4.Cc3 a6 5.e4
1.d4 d5 2.c4 dxc4 3.Cf3 a6 4.e4
1.d4 d5 2.c4 dxc4 3.Cf3 a6
1.d4 d5 2.c4 dxc4 3.Cf3 a6 4.e3 Ag4 5.Axc4 e6 6.d5
1.d4 d5 2.c4 dxc4 3.Cf3 a6 4.e3 b5
1.d4 d5 2.c4 dxc4 3.Cf3 b5
1.d4 d5 2.c4 dxc4 3.e4
1.d4 d5 2.c4 dxc4 3.e4 c5 4.d5 Cf6 5.Cc3 b5
1.d4 d5 2.c4 dxc4 3.e4 f5
1.d4 d5 2.c4 dxc4 3.b3 cxb3 axb3

## Gambito de dama declinado
El gambito de dama declinado consiste en declinar la oferta de capturar el peón c4 de las blancas.[cita requerida]
El negro posee amplias opciones para declinar el gambito:
- 2...Cc6 (defensa Chigorin)
- 2...c5 (defensa Tarrasch)
- 2...c6 (defensa Eslava)
- 2...e5 (contragambito Albin)
- 2...e6 (Defensa Ortodoxa)
- 2...Af5 (defensa báltica)
- 2...Cf6 (defensas indias)
- 2...g6 (defensa Alekhine)

## En la cultura popular
- El gambito de reina, novela de suspenso del autor estadounidense Walter Tevis, publicada por primera vez en 1983.
- Gambito de dama, serie televisiva basada en la novela de Walter Tevis y estrenada en Netflix en octubre del 2020.[1]